# کلرمونت میدوز (نیو ساوت ولز)
کلرمونت میدوز (به انگلیسی: Claremont Meadows) یک حومه شهر در استرالیا است که در نیو ساوت ولز واقع شده‌است.